# 伝説の怪奇漫画家・日野日出志
『伝説の怪奇漫画家・日野日出志』（でんせつのかいきまんがか　ひのひでし）は2019年の日本映画。

## 概要
昭和の怪奇漫画ブームの立役者の一人で「蔵六の奇病」「地獄変」など約450作品を手がけた怪奇漫画家・日野日出志の素顔に迫るドキュメンタリー映画である。日野プロダクション代表の寺井広樹が監督を務める。

## 出演者
- 日野日出志

（以下50音順） 
赤塚りえ子、伊藤潤二、犬木加奈子、御茶漬海苔、里中満智子、清水正、Joshua Kennewell、しりあがり寿、高橋良輔、竹本勝紀、ちばてつや、手塚眞、ナカジマノブ、のむらしんぼ、古谷三敏、みうらじゅん、三浦みつる、八名信夫、山咲トオル